# APOEL de Nicosia
El APOEL Nicosia (en griego: ΑΠΟΕΛ; abreviatura de: Αθλητικός Ποδοσφαιρικός Όμιλος Ελλήνων Λευκωσίας, Athlitikós Podosfairikós Ómilos Ellínon Lefkosías, traducido al español como Club de Fútbol Atlético de los Griegos de Nicosia), conocido simplemente como APOEL, es un club de fútbol de la ciudad de Nicosia, capital de Chipre, fundado el 8 de noviembre de 1926. Es el club más popular y el más ganador de su país, con un total de 28 campeonatos de la Primera División de Chipre, 21 campeonatos de la Copa de Chipre, y 13 Supercopas de Chipre.

## Historia
El club se formó con el nombre de POEL (en griego: ΠΟΕΛ; Ποδοσφαιρικός Ομιλός Ελλήνων Λευκωσίας, Podosferikos Omilos Ellinon Lefkosias, Club de Fútbol de Griegos de Nicosia) el 8 de noviembre de 1926. La formación del club se produjo cuando un grupo de cuarenta personas, con una punto de vista común, se reunieron y establecieron las bases para la creación de un club de fútbol que representara a todos los griegos de la capital. La reunión tuvo lugar en una confitería, propiedad de Charalambos Hadjioannou, en el centro de la ciudad. El primer presidente del club fue Giorgos Poulias, y su primera sede fue el «Club Atenienses» (en griego: Λέσχη Αθηναίων).
Después de un viaje del club de fútbol a Alejandría (Egipto) en 1927, la asamblea general de 1928 decidió que los jugadores demostraron que no eran sólo buenos futbolistas, sino también unos excelentes atletas. Por lo tanto, se decidió crear una pista atlética, además de un campo de fútbol. El nombre de APOEL fue adoptado para tener en cuenta esto, al cambiar el nombre del club a Club Atlético de Fútbol de Griegos de Nicosia (en griego: Aθλητικός Ποδοσφαιρικός Όμιλος Eλλήνων Λευκωσίας). Poco después se creó un equipo de voleibol y otro de tenis de mesa.
Chipre no contó con una liga hasta el año 1932. Los clubes de fútbol de la época se limitaban a disputar encuentros amistosos. En 1932, Pezoporikos Larnaca organizó una liga no oficial, la primera en toda la isla, que fue ganada por el APOEL después de derrotar al AEL Limassol FC en la final por 4-0.[cita requerida]
En 1934, hubo un desacuerdo entre el Trast AC y el Anorthosis Famagusta en la organización de la cuarta liga no oficial. Por lo que el APOEL y el AEL Limassol FC organizaron una reunión para la fundación de un órgano rector que implantara en todo el país la liga. La reunión tuvo lugar en la sede del APOEL el 23 de septiembre y se acordó el establecimiento de la Asociación de Fútbol de Chipre. Dos años más tarde el APOEL obtuvo su primer título del campeonato oficial de la liga de fútbol de Chipre, logro que repetiría los cuatro años siguientes.
La política, no obstante, fue al poco tiempo chispa de conflicto dentro del equipo. El 23 de mayo de 1948 la decisión del consejo de administración del club de enviar un telegrama a la Asociación Helénica de Atletismo Amateur (en griego: Σ.Ε.Γ.Α.Σ.) con motivo de la celebración anual de la Competición Panhelénica de Atletismo incluía deseos de que la rebelión hubiese terminado. Varios miembros de izquierdas del club la percibieron como un telegrama político griego en el contexto de la Guerra Civil y se distanciaron del equipo. Pocos días después, el 4 de junio de 1948, se fundó el Club Atlético Omonia de Nicosia. El Omonia se considera el equipo rival del APOEL y tradicionalmente ha habido una cierta animosidad entre los fanes de los dos equipos.
Más conflictos dieron lugar a nuevas luchas en el APOEL. Los atletas pertenecientes al club participaron con frecuencia en enfrentamientos nacionales. En el transcurso de la temporada 1955-59 algunos miembros del APOEL, miembros activos de la EOKA (en griego: Organización Nacional de Combatientes Chipriotas), se rebelaron contra los británicos. Uno de los ejemplos más notables es el del atleta Michalakis Karaolis, que fue ahorcado por las autoridades coloniales británicas. Durante este periodo el club tuvo muy cercano el descenso, ya que la mayor parte de sus futbolistas participaban activamente en la lucha nacional.
El club volvió nuevamente a su plena capacidad e hizo su debut en competiciones europeas (la primera no solo para APOEL, sino para cualquier equipo chipriota) en 1963, cuando se enfrentaron al equipo noruego SK Gjøvik-Lyn en la Recopa de Europa del mismo año. El APOEL consiguió la victoria en las dos rondas (6-0, 1-0), marcando un exitoso debut europeo, ya que se convirtió en el primer equipo helénico en pasar una eliminatoria en competición europea. La siguiente ronda contra los ganadores del torneo, el Sporting Clube de Portugal, supuso para el APOEL una fuerte derrota (18-1 en el global de la eliminatoria) y puso fin a su debut europeo.
El club cosechó más éxitos a principios de la década de 1970. En 1973, logró el doblete nacional con el entrenador Panos Markovic. Al año siguiente el APOEL se convirtió en el único equipo chipriota participante para evitar la desaparición del Campeonato griego panhelénico. Esa fue también la última temporada que el campeón chipriota participó en la Super Liga de Grecia, debido a la inestabilidad de la situación en Chipre durante 1974. Durante 1973 también obtuvo triunfos el equipo de baloncesto del APOEL, que ganó su primer trofeo de la Copa Nacional. Tres años más tarde, en el año 1976, lograron ganar su primer campeonato de baloncesto. La sección de voleibol logró su mayor éxito en el período comprendido entre 1979 y 1985, época en la que ganaron seis campeonatos y cinco copas.
La década de 1980 fue un período relativamente infructuoso para APOEL. Solo consiguió 2 campeonatos (1980 y 1986), 1 copa (1984) y 2 supercopas (1984 y 1986). En 1986 el APOEL se enfrentó al Beşiktaş J.K. en la segunda ronda de la Copa de Europa de fútbol. Esta fue la primera vez que un equipo chipriota se enfrentó un equipo turco en una competición de fútbol europea. El Gobierno chipriota prohibió al APOEL jugar contra el equipo turco, por lo que el APOEL fue castigado con 2 años de inhabilitación de cualquier competición de la UEFA. Esta pena fue reducida más tarde a 1 año.
Los años 90 fueron una década de éxito para el APOEL con 3 campeonatos (1990, 1992 y 1996), 5 copas (1993, 1995, 1996, 1997 y 1999) y 4 supercopas (1992, 1993, 1996 y 1999). La temporada de mayor éxito en esta década fue la de 1995-96, cuando el APOEL logró una doblete, además de terminar invicto en la liga. El equipo de baloncesto ganó un doblete en la misma temporada, haciendo de esta la temporada ideal para su celebración del 70.º aniversario.
En 1996, se formó el APOEL Fútbol Ltd.. Esto tuvo un efecto significativo sobre el club, ya que separó las actividades del equipo de fútbol de las del club deportivo. La constitución de la sociedad se hizo necesaria por las dificultades financieras a las que enfrentaba el equipo en ese momento. La empresa comenzó sus operaciones con un capital de 600.000 libras chipriotas.
En 2002, el equipo de fútbol logró un gran resultado en competición europea, jugando diez encuentros antes de ser eliminado, una proeza para un club chipriota. El equipo participó en la Liga de Campeones de la UEFA y fue eliminado por el AEK Atenas en la tercera ronda clasificatoria. Entraron en la Copa de la UEFA en la primera ronda y llegaron a la segunda ronda, en la que fueron eliminados por el Hertha Berlín.
El filial del APOEL ha sido origen de muchos jugadores chipriotas de calidad. Algunos de ellos aún permanecen en el equipo, mientras que otros son traspasados a clubes de mayor jerarquía al transcurrir las temporadas. Muchos de estos jugadores también han competido a nivel internacional con la Selección de fútbol de Chipre, y pasado a mayores clubes como el Olympiacos FC y el Panathinaikos FC, de la Super Liga de Grecia.

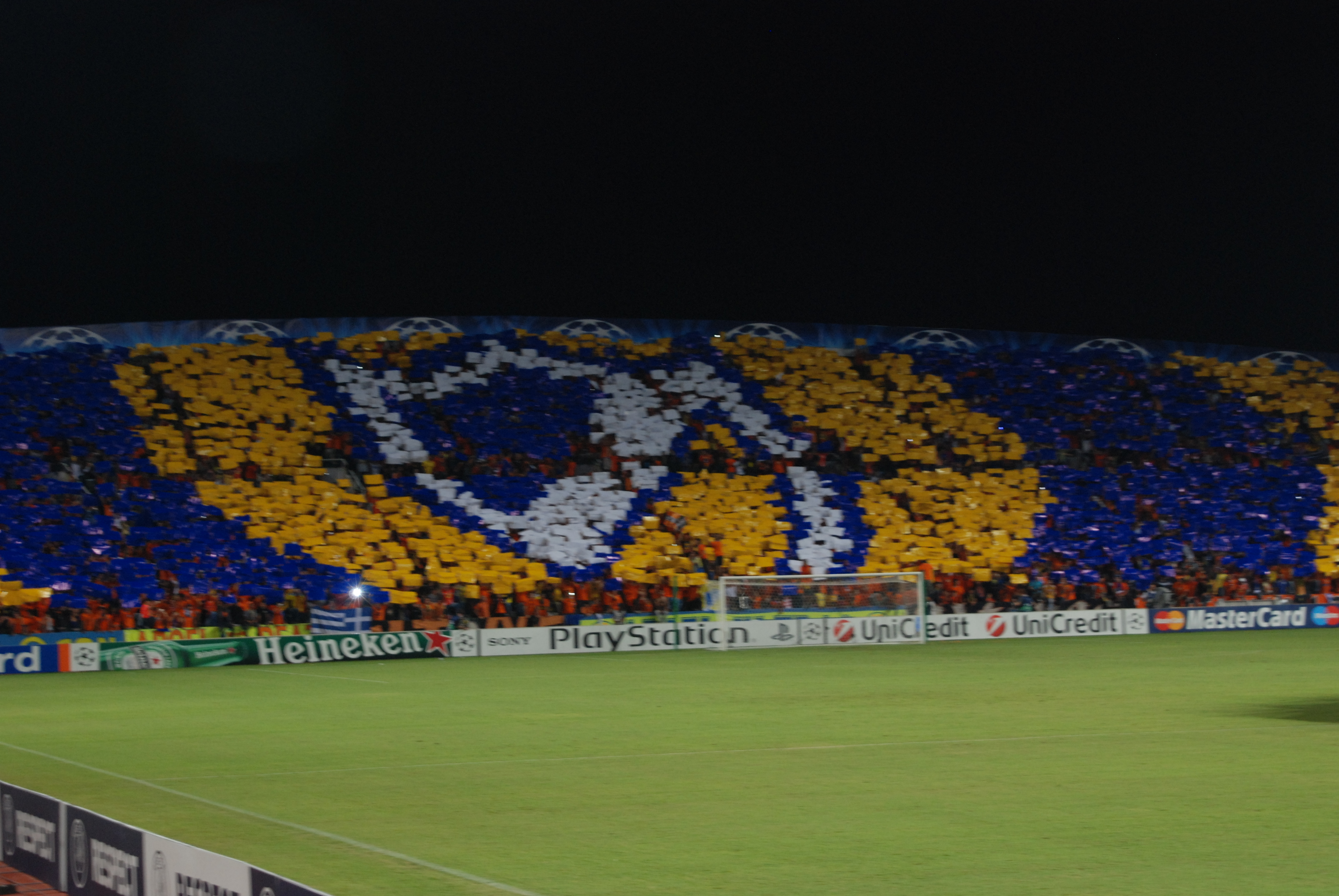
Colores y escudo del equipo son desplegados por sus aficionados en un partido ante el Chelsea FC.

El 23 de noviembre de 2011, el APOEL se convierte en el primer equipo chipriota en clasificarse a la ronda de Octavos de final de la Liga de Campeones, al empatar 0 a 0 en Rusia con el Zenit de San Petersburgo. El 7 de marzo de 2012 se convierte en el único equipo en la historia del fútbol de Chipre en llegar a la ronda de cuartos de final de la Liga de Campeones, tras superar de forma heroica al Olympique de Lyon en la tanda de penaltis tras devolver en campo propio el 1-0 encajado en el partido de ida. En el sorteo celebrado el 16 de marzo resultó emparejado con el Real Madrid para los cuartos de final de dicha competición, perdiendo el primer partido de la eliminatoria por 0-3 en el Estadio GSP en Chipre. Finalmente el 4 de abril en el partido de vuelta en Santiago Bernabéu cerró su participación con un resultado de 5-2, anotando 2 goles como visitante, haciendo un global de 8-2. En 2017 eliminó al dos veces subcampeón Athletic club de la Europa League.

## Uniforme
- Uniforme titular: Camiseta amarilla, pantalón azul oscuro, medias azules.
- Uniforme alternativo: Camiseta naranja, pantalón naranja, medias naranjas.
- Uniforme tercero:Camiseta gris, pantalón blanco, medias blancas

### Evolución del uniforme

#### Local
| 2022-23 | 2021-22 | 2020-21 | 2019-20 | 2018-19 | 2017-18 | 2016-17 | 2015-16 | 2014-15 | 2013-14 |
| 2012-13 | 2011-12 | 2010-11 | 2009-10 | 2008-09 |         |         |         |         |         |

#### Visita
| 2022-23 | 2021-22 | 2020-21 | 2019-20 | 2018-19 | 2017-18 | 2016-17 | 2015-16 | 2014-15 | 2013-14 |
| 2012-13 | 2011-12 | 2010-11 | 2009-10 | 2008-09 |         |         |         |         |         |

#### Tercero
| 2020-21 | 2019-20 | 2017-18 | 2016-17 | 2015-16 | 2014-15 | 2013-14 | 2012-13 | 2011-12 |
| 2009-10 |         |         |         |         |         |         |         |         |

## Estadísticas en competiciones UEFA
- Mayor goleada:
  - 28/08/1997, APOEL  6-0  HB,  Nicosia
  - 08/09/1963, APOEL  6-0  Lyn,  Nicosia
- Mayor derrota:
  - 13/11/1963, Sporting  16-1  APOEL, Lisbon
- Disputados en UEFA Champions League:  13
- Disputados en Recopa de la UEFA:  10
- Disputados en UEFA Europa League:  15
- Más partidos disputados: 74
  -  Constantinos Charalambides
- Máximo goleador: 9
  -  Andreas Sotiriou
  -  Aílton

## Grandes resultados en competiciones UEFA
Recopa de Europa 1976/77. 1-1 vs Napoli (1/2 partidos).
Copa de la UEFA 2008/2009,                                                                  1-1 vs Schalke 04 (encuentro de vuelta).
UEFA Champions League 2009/2010 (Fase de grupos, D),                    2-2 vs Chelsea FC.
UEFA Champios League 2011/2012 (Grupo G) Partido 1:  2-1 vs Porto; Partido 2: 1-1 vs Porto.
UEFA Champions League 2011-2012,                                                     1-0 vs Olympique Lyon (4-3 en penales).
UEFA Champions League 2014/2015 (Grupo F, partido 1/2 entre sí),    1-1 vs El Ájax (Ámsterdam).
UEFA Europa League 2016/2017 (Fase de grupos, B),                          1-0 vs Olympiacos  29 de septiembre de 2016.
UEFA Europa League 2016/2017 (Fase de grupos, B),                          2-0 vs Olympiacos  08 de diciembre de 2016.
UEFA Europa League 2016/2017 (16 avos de final, vuelta)                   2-0 vs Athletic Club de Bilbao  (Global de 4-3, 16avos de final).
UEFA Champions League 2017-18 (Fase de grupos, H),                      1-1 vs Borussia Dortmund  17 de octubre de 2017 (ida en Nicosia)
UEFA Champions League 2017-18 (Fase de grupos, H),                      1-1 vs Borussia Dortmund  1 de noviembre de 2017 (vuelta en Dortmund)
UEFA Europa League 2019-20  (Fase de grupos, A), 1-0 vs.  Sevilla F. C.

## Jugadores destacados

### Jugadores destacados
Es una lista de los jugadores más importantes que han jugado para el APOEL:
| - Marios Agathokleous (2001–2003) - Giorgos Aloneftis (1992–2002) - Takis Antoniou (1972–1986) - Aristos Aristokleous (1990–2001) - Zacharias Charalambous (2001–2005) - Andreas Christodoulou (1966–1970) - Georgios Christodoulou (1995–2002) - Costas Costa (1989–1999) - Costas Fasouliotis (1990–2000) - Demetris Daskalakis (2000–2008) - Stavros Georgiou (2002–2007) - Loukas Hadjiloukas (1987–2000) - Yiannos Ioannou (1981–2000) - Nikakis Kantzilieris (1961–1972) - Costas Malekkos (2001–2005) - Constantinos Makrides (2004–2008) - Markos Markou (1973–1978) - Costas Miamiliotis (1977–1989, 1992–1994) - Chrysis Michael (2003–2011) - Michalis Morfis (1999–2010) - Marios Neophytou (2004–2007) - Stelios Okkarides (1997–1998, 2001–2007) - Nikodimos Papavasiliou (2002–2003) - Giorgos Pantziaras (1971–1978, 1985–1987) - Nicos Pantziaras (1972–1987) - Koullis Pantziaras (1976–1992) - Andros Petridis (1984–2000) - Georgios Savva (1949–1955, 1956–1961) - Andreas Sotiriou (1986–1998, 2001) - Andreas Stylianou (1963–1978) - Diomidis Symeonidis (1926–1929, 1934–1935) - Nicos Timotheou (1992–1993, 1994–2001) - Yiasoumis Yiasoumi (1998–2001) - Altin Haxhi (2008–2010) - Esteban Solari (2005–2007, 2010-2013) - Fernando Cavenaghi (2015–2016) - Juan Bautista Cascini (2018–2019) - Romik Khachatryan (2002–2003) - Paul Okon (2005–2006) - Alfred Hörtnagl (1997) - Christoph Westerthaler (1997) - Sanel Jahić - Aílton (2010–2012) - William Boaventura (2010–2012) - Zé Carlos (2007–2008) - Kaká (2011–2012) - Veridiano Marcelo (1998–2000) - Marcinho (2010–2012) - Emerson Moisés Costa (2007) - Jean Paulista (2008–2010) - Alef (2019-2020) - Hamilton Ricard (2004–2005) - Rónald Gómez (2006–2007) - Ardian Kozniku (1997) - Tomáš Votava (2003–2004) - Mário Breška (2009–2010) - Branislav Rzeszoto (2004–2005) - Alfred Jermaniš (1996–1997) - Miran Pavlin (2004–2005) - Jonathan Téhoué (2005–2006) | - Murtaz Daushvili (2021-Act. - Giorgi Kvilitaia (2021-Act. - Tornike Okriashvili (2021-Act. - Ebenezer Hagan (2005) - Georgios Amanatidis (2003–2004) - Alexandros Kaklamanos (2005–2006) - Michalis Kapsis (2007–2008) - Christos Kontis (2006–2011) - Nikos Machlas (2006–2008) - Spiros Marangos (2000–2002) - Marinos Ouzounidis (2001–2003) - Savvas Poursaitides (2008–2012) - Miltiadis Sapanis (2007–2008) - Ilias Solakis (2001–2002) - Georgios Vakouftsis (2002–2005) - Joost Broerse (2008–2011) - John van Loen (1998) - József Kiprich (1995–1997) - Kálmán Kovács (1995–1996) - István Kozma (1995–1997) - Barnabás Sztipánovics (2002–2003) - Paulo Vinícius (2021-Act. - Chris Bart-Williams (2004–2005) - Dave Esser (1982–1983) - Dean Gordon (2005) - Terry McDermott (1985–1987) - Ian Moores (1983–1988) - Gary Owen (1988–1989) - Tommy Cassidy (1983–1985) - Bark Seghiri (2006–2009) - Boban Grnčarov (2009–2011) - Goran Lazarevski (2000–2001) - Jane Nikolovski (2007–2008) - Milan Stojanovski (2004–2005) - Ivan Tričkovski (2010–2012) - Mohammed Chaouch (1999–2000) - Raúl Gudiño (2017–2018) - Michael Obiku (2000) - Patrick Ogunsoto (2001–2002) - Benjamin Onwuachi (2008–2009) - Aldo Adorno (2011-2014) - Alfonso Dulanto (1997–1998) - Kamil Kosowski (2008–2010) - Wojciech Kowalczyk (2003–2004) - Marcin Żewłakow (2008–2010) - Paulo Costa (2009) - Ricardo Fernandes (2005–2008) - Paulo Jorge (2009–2012) - Daniel Kenedy (2005) - Daniel Florea (2006–2009) - Dragiša Binić (1993–1994) - Nemanja Čorović (2007–2008) - Siniša Gogić (1989–1993, 2000–2002) - Saša Jovanović (2005–2006) - Vesko Mihajlović (1993–1994) - Nenad Mirosavljević (2008–2011) - Svetozar Šapurić (1989–1993, 1995–1996) - Jean-Paul Abalo (2006) - Tijani Belaid (2011–2012) - Andrea Orlandi (2016-2017) |

## Organigrama deportivo

### Plantilla 2024/25
- = Lesionado de larga duración
- = Capitán

## Entrenadores
Es la lista de entrenadores desde 1931:
| - 1931–1933 Antone Jean - 1933–1951 József Künsztler - 1951–1952 Pambos Avraamides - 1952–1953 Béla Guttmann - 1953–1954 Pambos Avraamidis - 1954–1955 Schwartz - 1955–1956 Hanz - 1956–1958 Kostas Talianos - 1958–1959 Takis Tsigkis - 1959–1961 Vaggelis Choumis - 1961–1962 Andreas Lazarides - 1962–1963 Jesse Carver - 1963–1964 Neil Franklin - 1964–1965 Kostas Talianos - 1965–1966 Gyula Zsengellér - 1966–1967 Lajos Szendrödi - 1967 Lykourgos Archontidis - 1967–1969 Pambos Avraamides - 1969–1970 Jesse Carver - 1970–1971 Andreas Lazarides - 1971–1972 Ray Wood - 1972–1974 Panos Markovic - 1974–1975 Andreas Lazarides - 1975 Panos Markovic - 1975–1976 Andreas Lazarides - 1976–1977 Savvas Partakis - 1977–1978 Keith Spurgeon - 1978–1981 Andreas Lazarides - 1981–1983 Mike Ferguson | - 1983–1985 Panos Markovic - 1985–1989 Tommy Cassidy - 1989–1990 Ioannis Matzourakis - 1990–1991 Stanko Poklepović - 1991–1993 Jacek Gmoch - 1993–1994 Takis Antoniou - 1994–1995 Ioannis Matzourakis - 1995–1996 Hristo Bonev - 1996 Svetozar Šapurić - 1996–1997 Jacek Gmoch - 1997 Nikos Alefantos - 1997–1998 Kurt Jara - 1998 Andreas Mouskallis - 1998 Costas Georgiou - 1998–1999 Georgios Paraschos - 1999 Slobodan Vuceković - 1999–2000 Andreas Michaelides - 2000 Svetozar Šapurić - 2000 Markos Markou - 2000–2001 Mike Walker - 2001–2002 Eugène Gerards - 2002–2003 Takis Lemonis - 2003 Dušan Uhrin - 2003–2005 Ivan Jovanović - 2005 Loukas Chatziloukas - 2005 Werner Lorant - 2005 Marios Constantinou - 2005–2006 Jerzy Engel - 2006–2008 Marinos Ouzounidis | - 2008–2013 Ivan Jovanović - 2013 Paulo Sérgio Bento Brito - 2013–2015 Giorgos Donis - 2015 Thorsten Fink - 2015 Domingos Paciência - 2015–2016 Temuri Ketsbaia - 2016-2017 Thomas Christiansen - 2017 Mario Been - 2017-2018 Giorgos Donis - 2018 Bruno Baltazar - 2018 Georgios Kostis - 2018-2019 Paolo Tramezzani - 2019 Thomas Doll - 2019 Loukas Chatziloukas - 2019-2020 Kare Ingebrigtsen - 2020 Marinos Ouzounidis - 2020 Loukas Chatziloukas - 2020-2021 Mick McCarthy - 2021 Savvas Poursaitidis - 2021-Act. Sofronis Avgousti |

## Palmarés

### Profesional

#### Torneos nacionales (65)
- Primera División de Chipre (29): 1936, 1937, 1938, 1939, 1940, 1947, 1948, 1949, 1952, 1965, 1973, 1980, 1986, 1990, 1992, 1996, 2002, 2004, 2007, 2009, 2011, 2013, 2014, 2015, 2016, 2017, 2018, 2019, 2024 (Récord)

- Copa de Chipre (21): 1937, 1941, 1947, 1951, 1963, 1968, 1969, 1973, 1976, 1978, 1979, 1984, 1993, 1995, 1996, 1997, 1999, 2006, 2008, 2014, 2015 (Récord)

- Supercopa de Chipre (15): 1963, 1984, 1986, 1992, 1993, 1996, 1999, 2002, 2004, 2008, 2009, 2011, 2013, 2019, 2024

## Competiciones internacionales

### Liga de Campeones de la UEFA
| Temporada | PJ | PG | PE | PP | GF | GC | Dif | Puntos | Resultado        |
| --------- | -- | -- | -- | -- | -- | -- | --- | ------ | ---------------- |
| 2009-10   | 12 | 4  | 3  | 5  | 14 | 10 | +4  | 15     | Fase de grupos   |
| 2011-12   | 16 | 7  | 4  | 5  | 20 | 17 | +3  | 25     | Cuartos de final |
| 2013-14   | 2  | 0  | 2  | 0  | 1  | 1  | 0   | 2      | Tercera fase     |
| 2014-15   | 10 | 2  | 3  | 5  | 10 | 15 | -5  | 9      | Fase de grupos   |
| 2015-16   | 6  | 1  | 3  | 2  | 4  | 5  | -1  | 6      | Ronda Play-off   |
| Total     | 46 | 14 | 15 | 17 | 49 | 48 | +1  | 57     |                  |

## Participación en competiciones de la UEFA

### Partidos
| Temporada | Torneo                             | Ronda                  | País                          | Club                           | Casa                                   | Visita                                 | Global                                 |   |
| --------- | ---------------------------------- | ---------------------- | ----------------------------- | ------------------------------ | -------------------------------------- | -------------------------------------- | -------------------------------------- | - |
| 1963–64   | Recopa de Europa                   | Clasificatoria         | Noruega                       | Gjøvik-Lyn                     | 6–0                                    | 1–0                                    | 7–0                                    |   |
| 1963–64   | Recopa de Europa                   | 1                      | Portugal                      | Sporting de Португальский клуб | 0–21                                   | 1–16                                   | 1–18                                   |   |
|           |                                    |                        |                               |                                |                                        |                                        |                                        |   |
| 1965–66   | Copa de Europa                     | Clasificatoria         | Alemania Occidental           | Werder Bremen                  | 0–52                                   | 0–5                                    | 0–10                                   |   |
|           |                                    |                        |                               |                                |                                        |                                        |                                        |   |
| 1968–69   | Recopa de Europa                   | 1                      | Escocia                       | Dunfermline Athletic           | 0–2                                    | 1–10                                   | 1–12                                   |   |
|           |                                    |                        |                               |                                |                                        |                                        |                                        |   |
| 1969–70   | Recopa de Europa                   | 1                      | Bélgica                       | Lierse SK                      | 0–13                                   | 1–10                                   | 1–11                                   |   |
|           |                                    |                        |                               |                                |                                        |                                        |                                        |   |
| 1973–74   | Copa de Europa                     | 1                      | Unión Soviética               | Zorya Voroshilovgrad           | 0–1                                    | 0–2                                    | 0–3                                    |   |
|           |                                    |                        |                               |                                |                                        |                                        |                                        |   |
| 1976–77   | Recopa de Europa                   | 1                      | Grecia                        | Iraklis Thessaloniki           | 2–0                                    | 0–0                                    | 2–0                                    |   |
| 1976–77   | Recopa de Europa                   | 2                      | Italia                        | Napoli                         | 1–1                                    | 0–2                                    | 1–3                                    |   |
|           |                                    |                        |                               |                                |                                        |                                        |                                        |   |
| 1977–78   | Copa de la UEFA                    | 1                      | Italia                        | Torino                         | 1–1                                    | 0–3                                    | 1–4                                    |   |
|           |                                    |                        |                               |                                |                                        |                                        |                                        |   |
| 1978–79   | Recopa de Europa                   | 1                      | Irlanda                       | Shamrock Rovers                | 0–2                                    | 0–1                                    | 0–3                                    |   |
|           |                                    |                        |                               |                                |                                        |                                        |                                        |   |
| 1979–80   | Recopa de Europa                   | Clasificatoria         | Dinamarca                     | B 1903                         | 0–1                                    | 0–6                                    | 0–7                                    |   |
|           |                                    |                        |                               |                                |                                        |                                        |                                        |   |
| 1980–81   | Copa de Europa                     | 1                      | República Democrática Alemana | Dynamo Berlín                  | 2–1                                    | 0–3                                    | 2–4                                    |   |
|           |                                    |                        |                               |                                |                                        |                                        |                                        |   |
| 1981–82   | Copa de la UEFA                    | 1                      | Rumania                       | Argeş Piteşti                  | 1–1                                    | 0–4                                    | 1–5                                    |   |
|           |                                    |                        |                               |                                |                                        |                                        |                                        |   |
| 1984–85   | Recopa de Europa                   | 1                      | Suiza                         | Servette                       | 0–3                                    | 1–3                                    | 1–6                                    |   |
|           |                                    |                        |                               |                                |                                        |                                        |                                        |   |
| 1985–86   | Copa de la UEFA                    | 1                      | Bulgaria                      | Lokomotiv Sofia                | 2–2                                    | 2–4 (pró.)                             | 4–6                                    |   |
|           |                                    |                        |                               |                                |                                        |                                        |                                        |   |
| 1986–87   | Copa de Europa                     | 1                      | Finlandia                     | HJK Helsinki                   | 1–0                                    | 2–3                                    | 3–3 (v.)                               |   |
| 1986–87   | Copa de Europa                     | 2                      | Turquía                       | Beşiktaş                       | abandonó el torneo (Razones Políticas) | abandonó el torneo (Razones Políticas) | abandonó el torneo (Razones Políticas) |   |
|           |                                    |                        |                               |                                |                                        |                                        |                                        |   |
| 1988–89   | Copa de la UEFA                    | 1                      | Yugoslavia                    | RŠD Velež                      | 2–5                                    | 0–1                                    | 2–6                                    |   |
|           |                                    |                        |                               |                                |                                        |                                        |                                        |   |
| 1990–91   | Copa de Europa                     | 1                      | Alemania                      | Bayern Múnich                  | 2–3                                    | 0–4                                    | 2–7                                    |   |
|           |                                    |                        |                               |                                |                                        |                                        |                                        |   |
| 1992–93   | Liga de Campeones                  | 1                      | Grecia                        | AEK Atenas                     | 2–2                                    | 1–1                                    | 3–3 (v.)                               |   |
|           |                                    |                        |                               |                                |                                        |                                        |                                        |   |
| 1993–94   | Recopa de Europa                   | Clasificatoria         | Irlanda del Norte             | Bangor                         | 2–1                                    | 1–1                                    | 3–2                                    |   |
| 1993–94   | Recopa de Europa                   | 1                      | Francia                       | París Saint-Germain            | 0–1                                    | 0–2                                    | 0–3                                    |   |
|           |                                    |                        |                               |                                |                                        |                                        |                                        |   |
| 1995–96   | Recopa de Europa                   | Clasificatoria         | Azerbaiyán                    | PFC Neftchi                    | 3–0                                    | 0–0                                    | 3–0                                    |   |
| 1995–96   | Recopa de Europa                   | 1                      | España                        | Dep. de La Coruña              | 0–0                                    | 0–8                                    | 0–8                                    |   |
|           |                                    |                        |                               |                                |                                        |                                        |                                        |   |
| 1996–97   | Copa de la UEFA                    | Clasificatoria 1       | Islas Feroe                   | B71                            | 4–2                                    | 5–1                                    | 9–3                                    |   |
| 1996–97   | Copa de la UEFA                    | Clasificatoria 2       | Grecia                        | Iraklis Thessaloniki           | 2–1                                    | 1–0                                    | 3–1                                    |   |
| 1996–97   | Copa de la UEFA                    | 1                      | España                        | Espanyol                       | 2–2                                    | 0–1                                    | 2–3                                    |   |
|           |                                    |                        |                               |                                |                                        |                                        |                                        |   |
| 1997–98   | Recopa de Europa                   | Clasificatoria         | Islas Feroe                   | HB                             | 6–0                                    | 1–1                                    | 7–1                                    |   |
| 1997–98   | Recopa de Europa                   | 1                      | Austria                       | Sturm Graz                     | 0–1                                    | 0–3                                    | 0–4                                    |   |
|           |                                    |                        |                               |                                |                                        |                                        |                                        |   |
| 1999–00   | Copa de la UEFA                    | Clasificatoria         | Bulgaria                      | Levski Sofia                   | 0–0                                    | 0–2                                    | 0–2                                    |   |
|           |                                    |                        |                               |                                |                                        |                                        |                                        |   |
| 2000–01   | Copa de la UEFA                    | Clasificatoria         | Albania                       | Tomori Berat                   | 2–0                                    | 3–2                                    | 5–2                                    |   |
| 2000–01   | Copa de la UEFA                    | 1                      | Bélgica                       | Brujas                         | 0–1                                    | 0–2                                    | 0–3                                    |   |
|           |                                    |                        |                               |                                |                                        |                                        |                                        |   |
| 2002–03   | Liga de Campeones                  | Clasificatoria 1       | Estonia                       | Flora Tallinn                  | 1–0                                    | 0–0                                    | 1–0                                    |   |
| 2002–03   | Liga de Campeones                  | Clasificatoria 2       | Eslovenia                     | Maribor                        | 4–2                                    | 1–2                                    | 5–4                                    |   |
| 2002–03   | Liga de Campeones                  | Clasificatoria 3       | Grecia                        | AEK Atenas                     | 2–3                                    | 0–1                                    | 2–4                                    |   |
| 2002–03   | Copa de la UEFA                    | 1                      | Austria                       | Grazer AK                      | 2–0                                    | 1–1                                    | 3–1                                    |   |
| 2002–03   | Copa de la UEFA                    | 2                      | Alemania                      | Hertha Berlín                  | 0–1                                    | 0–4                                    | 0–5                                    |   |
|           |                                    |                        |                               |                                |                                        |                                        |                                        |   |
| 2003–04   | Copa de la UEFA                    | Clasificatoria         | Irlanda                       | Derry City                     | 2–1                                    | 3–0                                    | 5–1                                    |   |
| 2003–04   | Copa de la UEFA                    | 1                      | España                        | Mallorca                       | 1–2                                    | 2–4                                    | 3–6                                    |   |
|           |                                    |                        |                               |                                |                                        |                                        |                                        |   |
| 2004–05   | Liga de Campeones                  | Clasificatoria 2       | República Checa               | Sparta Praga                   | 2–2                                    | 1–2                                    | 3–4                                    |   |
|           |                                    |                        |                               |                                |                                        |                                        |                                        |   |
| 2005–06   | Copa de la UEFA                    | Clasificatoria 1       | Malta                         | Birkirkara                     | 4–0                                    | 2–0                                    | 6–0                                    |   |
| 2005–06   | Copa de la UEFA                    | Clasificatoria 2       | Israel                        | Maccabi Tel Aviv               | 1–0                                    | 2–2 (pró.)                             | 3–2                                    |   |
| 2005–06   | Copa de la UEFA                    | 1                      | Alemania                      | Hertha Berlín                  | 0–1                                    | 1–3                                    | 1–4                                    |   |
|           |                                    |                        |                               |                                |                                        |                                        |                                        |   |
| 2006–07   | Copa de la UEFA                    | Clasificatoria 1       | San Marino                    | SS Murata                      | 3–1                                    | 4–0                                    | 7–1                                    |   |
| 2006–07   | Copa de la UEFA                    | Clasificatoria 2       | Turquía                       | Trabzonspor                    | 1–1                                    | 0–1                                    | 1–2                                    |   |
|           |                                    |                        |                               |                                |                                        |                                        |                                        |   |
| 2007–08   | Liga de Campeones                  | Clasificatoria 1       | Bielorrusia                   | BATE Borisov                   | 2–0                                    | 0–3 (pró.)                             | 2–3                                    |   |
|           |                                    |                        |                               |                                |                                        |                                        |                                        |   |
| 2008–09   | Copa de la UEFA                    | Clasificatoria 1       | Macedonia del Norte           | FK Pelister                    | 1–0                                    | 0–0                                    | 1–0                                    |   |
| 2008–09   | Copa de la UEFA                    | Clasificatoria 2       | Serbia                        | Red Star Belgrade              | 2–2                                    | 3–3 (pró.)                             | 5–5 (v.)                               |   |
| 2008–09   | Copa de la UEFA                    | 1                      | Alemania                      | Schalke 04                     | 1–4                                    | 1–1                                    | 2–5                                    |   |
|           |                                    |                        |                               |                                |                                        |                                        |                                        |   |
| 2009–10   | Liga de Campeones (debut absoluto) | Clasificatoria 2       | Islas Feroe                   | EB/Streymur                    | 3–0                                    | 2–0                                    | 5–0                                    |   |
| 2009–10   | Liga de Campeones (debut absoluto) | Clasificatoria 3       | Serbia                        | Partizan de Belgrado           | 2–0                                    | 0–1                                    | 2–1                                    |   |
| 2009–10   | Liga de Campeones (debut absoluto) | Play-Off               | Dinamarca                     | Copenhague                     | 3–1                                    | 0–1                                    | 3–2                                    |   |
| 2009–10   | Liga de Campeones (debut absoluto) | Grupo D                | España                        | Atlético de Madrid             | 1–1                                    | 0–0                                    | 4° Lugar                               |   |
| 2009–10   | Liga de Campeones (debut absoluto) | Grupo D                | Inglaterra                    | Chelsea                        | 0–1                                    | 2–2                                    | 4° Lugar                               |   |
| 2009–10   | Liga de Campeones (debut absoluto) | Grupo D                | Portugal                      | Porto                          | 0–1                                    | 1–2                                    | 4° Lugar                               |   |
|           |                                    |                        |                               |                                |                                        |                                        |                                        |   |
| 2010–11   | Liga Europea                       | Clasificatoria 2       | Lituania                      | Tauras                         | 3–1                                    | 3–0                                    | 6–1                                    |   |
| 2010–11   | Liga Europea                       | Clasificatoria 3       | República Checa               | FK Jablonec                    | 1–0                                    | 3–1                                    | 4–1                                    |   |
| 2010–11   | Liga Europea                       | Play-Off               | España                        | Getafe                         | 1–1 (pró.)                             | 0–1                                    | 1–2                                    |   |
|           |                                    |                        |                               |                                |                                        |                                        |                                        |   |
| 2011–12   | Liga de Campeones                  | Clasificatoria 2       | Albania                       | Skënderbeu Korçë               | 4–0                                    | 2–0                                    | 6–0                                    |   |
| 2011–12   | Liga de Campeones                  | Clasificatoria 3       | Eslovaquia                    | Slovan Bratislava              | 0–0                                    | 2–0                                    | 2–0                                    |   |
| 2011–12   | Liga de Campeones                  | Play-Off               | Polonia                       | Wisła Kraków                   | 3–1                                    | 0–1                                    | 3–2                                    |   |
| 2011–12   | Liga de Campeones                  | Grupo G                | Rusia                         | Zenit                          | 2–1                                    | 0–0                                    | 1° Lugar                               |   |
| 2011–12   | Liga de Campeones                  | Grupo G                | Ucrania                       | Shakhtar Donetsk               | 0–2                                    | 1–1                                    | 1° Lugar                               |   |
| 2011–12   | Liga de Campeones                  | Grupo G                | Portugal                      | Porto                          | 2–1                                    | 1–1                                    | 1° Lugar                               |   |
| 2011–12   | Liga de Campeones                  | Octavos de final       | Francia                       | Olympique de Lyon              | 1–0                                    | 0–1                                    | 1–1 (4–3 p.)                           |   |
| 2011–12   | Liga de Campeones                  | Cuartos de final       | España                        | Real Madrid                    | 0–3                                    | 2–5                                    | 2–8                                    |   |
|           |                                    |                        |                               |                                |                                        |                                        |                                        |   |
| 2012–13   | Liga Europea                       | Clasificatoria 2       | Eslovaquia                    | FK Senica                      | 2–0                                    | 1–0                                    | 3–0                                    |   |
| 2012–13   | Liga Europea                       | Clasificatoria 3       | Noruega                       | Aalesunds FK                   | 2–1                                    | 1–0                                    | 3–1                                    |   |
| 2012–13   | Liga Europea                       | Play-Off               | Azerbaiyán                    | PFC Neftchi                    | 1–3                                    | 1–1                                    | 2–4                                    |   |
|           |                                    |                        |                               |                                |                                        |                                        |                                        |   |
| 2013–14   | Liga de Campeones                  | Clasificatoria 3       | Eslovenia                     | Maribor                        | 1–1                                    | 0–0                                    | 1–1 (v.)                               |   |
| 2013–14   | Liga Europea                       | Play-Off               | Bélgica                       | Zulte Waregem                  | 1–2                                    | 1–1                                    | 2–3                                    | 4 |
| 2013–14   | Liga Europea                       | Grupo F                | Israel                        | Maccabi Tel Aviv               | 0–0                                    | 0–0                                    | 3º Lugar                               |   |
| 2013–14   | Liga Europea                       | Grupo F                | Alemania                      | Eintracht Frankfurt            | 0–3                                    | 0–2                                    | 3º Lugar                               |   |
| 2013–14   | Liga Europea                       | Grupo F                | Francia                       | Girondins de Bordeaux          | 2–1                                    | 1–2                                    | 3º Lugar                               |   |
|           |                                    |                        |                               |                                |                                        |                                        |                                        |   |
| 2014–15   | Liga de Campeones                  | Clasificatoria 3       | Finlandia                     | HJK Helsinki                   | 2–0                                    | 2–2                                    | 4–2                                    |   |
| 2014–15   | Liga de Campeones                  | Play-Off               | Dinamarca                     | Aalborg BK                     | 4–0                                    | 1–1                                    | 5–1                                    |   |
| 2014–15   | Liga de Campeones                  | Grupo F                | España                        | Barcelona                      | 0–4                                    | 0–1                                    | 4º Lugar                               |   |
| 2014–15   | Liga de Campeones                  | Grupo F                | Países Bajos                  | Ajax                           | 1–1                                    | 0–4                                    | 4º Lugar                               |   |
| 2014–15   | Liga de Campeones                  | Grupo F                | Francia                       | París Saint-Germain            | 0–1                                    | 0–1                                    | 4º Lugar                               |   |
|           |                                    |                        |                               |                                |                                        |                                        |                                        |   |
| 2015–16   | Liga de Campeones                  | Clasificatoria 2       | Macedonia del Norte           | Vardar                         | 0–0                                    | 1–1                                    | 1–1 (v.)                               |   |
| 2015–16   | Liga de Campeones                  | Clasificatoria 3       | Dinamarca                     | Midtjylland                    | 0–1                                    | 2–1                                    | 2–2 (v.)                               |   |
| 2015–16   | Liga de Campeones                  | Play-Off               | Kazajistán                    | Astana                         | 1–1                                    | 0–1                                    | 1–2                                    |   |
| 2015–16   | Liga Europea                       | Grupo K                | Alemania                      | Schalke 04                     | 0–3                                    | 0–1                                    | 4º Lugar                               |   |
| 2015–16   | Liga Europea                       | Grupo K                | República Checa               | Sparta Praga                   | 1–3                                    | 0–2                                    | 4º Lugar                               |   |
| 2015–16   | Liga Europea                       | Grupo K                | Grecia                        | Asteras Tripolis               | 2–1                                    | 0–2                                    | 4º Lugar                               |   |
|           |                                    |                        |                               |                                |                                        |                                        |                                        |   |
| 2016-17   | Liga de Campeones                  | Clasificatoria 2       | Gales                         | The New Saints                 | 3-0                                    | 0-0                                    | 3-0                                    |   |
| 2016-17   | Liga de Campeones                  | Clasificatoria 3       | Noruega                       | Rosenborg BK                   | 3-0                                    | 1-2                                    | 4-2                                    |   |
| 2016-17   | Liga de Campeones                  | Play-Off               | Dinamarca                     | FC Copenhague                  | 1-1                                    | 0-1                                    | 1-2                                    |   |
| 2016-17   | Liga Europea                       | Grupo B                | Kazajistán                    | Astana                         | 2–1                                    | 1–2                                    | 1º Lugar                               |   |
| 2016-17   | Liga Europea                       | Grupo B                | Grecia                        | Olympiacos                     | 2–0                                    | 1–0                                    | 1º Lugar                               |   |
| 2016-17   | Liga Europea                       | Grupo B                | Suiza                         | Young Boys                     | 1–0                                    | 1–3                                    | 1º Lugar                               |   |
| 2016-17   | Liga Europea                       | Octavos de final       | España                        | Athletic Club                  | 2–0                                    | 2–3                                    | 4–3                                    |   |
| 2016-17   | Liga Europea                       | Cuartos de final       | Bélgica                       | Anderlecht                     | 0–1                                    | 0–1                                    | 0–2                                    |   |
|           |                                    |                        |                               |                                |                                        |                                        |                                        |   |
| 2017-18   | Liga de Campeones                  | Clasificatoria 2       | Luxemburgo                    | F91 Dudelange                  | 1-0                                    | 1-0                                    | 2-0                                    |   |
| 2017-18   | Liga de Campeones                  | Clasificatoria 3       | Rumania                       | Viitorul                       | 4-0                                    | 0-1                                    | 4-1                                    |   |
| 2017-18   | Liga de Campeones                  | Play-Off               | República Checa               | Slavia Praha                   | 2-0                                    | 0-0                                    | 2-0                                    |   |
| 2017-18   | Liga de Campeones                  | Grupo H                | España                        | Real Madrid                    | 0-3                                    | 0-6                                    | 4º Lugar                               |   |
| 2017-18   | Liga de Campeones                  | Grupo H                | Inglaterra                    | Tottenham Hotspur              | 0-3                                    | 0-3                                    | 4º Lugar                               |   |
| 2017-18   | Liga de Campeones                  | Grupo H                | Alemania                      | Borussia Dortmund              | 1-1                                    | 1-1                                    | 4º Lugar                               |   |
|           |                                    |                        |                               |                                |                                        |                                        |                                        |   |
| 2018–19   | Liga de Campeones                  | Clasificatoria 1       | Lituania                      | Sūduva Marijampolė             | 1–0                                    | 1–3                                    | 2–3                                    |   |
| 2018–19   | Liga Europea                       | Clasificatoria 2       | Estonia                       | Flora Tallinn                  | 5–0                                    | 0–2                                    | 5–2                                    |   |
| 2018–19   | Liga Europea                       | Clasificatoria 3       | Israel                        | Hapoel Be'er Sheva             | 3–1                                    | 2–2                                    | 5–3                                    |   |
| 2018–19   | Liga Europea                       | Play-Off               | Kazajistán                    | Astana                         | 1–0                                    | 0–1                                    | 1–1 (1–2 p.)                           |   |
|           |                                    |                        |                               |                                |                                        |                                        |                                        |   |
| 2019–20   | Liga de Campeones                  | Clasificatoria 2       | Montenegro                    | Sutjeska                       | 3–0                                    | 1–0                                    | 4–0                                    |   |
| 2019–20   | Liga de Campeones                  | Clasificatoria 3       | Azerbaiyán                    | Qarabağ                        | 1–2                                    | 2–0                                    | 3–2                                    |   |
| 2019–20   | Liga de Campeones                  | Play-Off               | Países Bajos                  | Ajax                           | 0–0                                    | 0–2                                    | 0–2                                    |   |
| 2019–20   | Liga Europea                       | Grupo A                | Luxemburgo                    | F91 Dudelange                  | 3–4                                    | 2–0                                    | 2º Lugar                               |   |
| 2019–20   | Liga Europea                       | Grupo A                | España                        | Sevilla                        | 1–0                                    | 0–1                                    | 2º Lugar                               |   |
| 2019–20   | Liga Europea                       | Grupo A                | Azerbaiyán                    | Qarabağ                        | 2–1                                    | 2–2                                    | 2º Lugar                               |   |
| 2019–20   | Liga Europea                       | Dieciseisavos de final | Suiza                         | Basel                          | 0–3                                    | 0–1                                    | 0–4                                    |   |
|           |                                    |                        |                               |                                |                                        |                                        |                                        |   |
| 2020–21   | Liga Europea                       | Clasificatoria 1       | Kosovo                        | Gjilani                        | –                                      | 2–0                                    | 2–0 (t. s.)                            |   |
| 2020–21   | Liga Europea                       | Clasificatoria 2       | Kazajistán                    | Kaisar                         | –                                      | 4–1                                    | 4–1                                    |   |
| 2020–21   | Liga Europea                       | Clasificatoria 3       | Bosnia y Herzegovina          | Zrinjski Mostar                | 2–2                                    | –                                      | 2–2 (4:2 pen.)                         |   |
| 2020–21   | Liga Europea                       | Play-Off               | República Checa               | Slovan Liberec                 | –                                      | 0–1                                    | 0–1                                    |   |
|           |                                    |                        |                               |                                |                                        |                                        |                                        |   |
| 2022–23   | UEFA Europa Conference League      | Clasificatoria 2       | Bulgaria                      | Botev Plovdiv                  | 2–0                                    | 0–0                                    | 2−0                                    |   |
| 2022–23   | UEFA Europa Conference League      | Clasificatoria 3       | Kazajistán                    | Kyzylzhar                      | 1–0                                    | 0–0                                    | 1−0                                    |   |
| 2022–23   | UEFA Europa Conference League      | Playoff                | Suecia                        | Djurgårdens IF                 | 3–2                                    | 0–3                                    | 3–5                                    |   |
|           |                                    |                        |                               |                                |                                        |                                        |                                        |   |
| 2023–24   | UEFA Europa Conference League      | Clasificatoria 2       | Serbia                        | Vojvodina                      | 2-1                                    | 2-1                                    | 4-2                                    |   |
| 2023–24   | UEFA Europa Conference League      | Clasificatoria 3       | Georgia                       | Dila Gori                      | 2-0                                    | 1-0                                    | 3-0                                    |   |
| 2023–24   | UEFA Europa Conference League      | Playoff                | Bélgica                       | Gent                           | 1–2                                    | 0–2                                    | 1-4                                    |   |

### Récord europeo
- Actualizado a la Temporada 2017-18

| Torneos Europeos             | Torneos Europeos | Torneos Europeos | Torneos Europeos | Torneos Europeos | Torneos Europeos | Torneos Europeos | Torneos Europeos | Torneos Europeos | Torneos Europeos |
| Torneo                       | PJ               | PG               | PE               | PP               | GF               | GC               | Dif              | Puntos           | Última aparición |
| ---------------------------- | ---------------- | ---------------- | ---------------- | ---------------- | ---------------- | ---------------- | ---------------- | ---------------- | ---------------- |
| Liga de Campeones de la UEFA | 86               | 25               | 24               | 37               | 76               | 98               | -22              | 99               | 2017–18          |
| Liga Europea de la UEFA      | 70               | 25               | 17               | 28               | 91               | 99               | -8               | 92               | 2015–16          |
| Recopa de Europa             | 30               | 6                | 6                | 18               | 27               | 78               | -51              | 24               | 1997–98          |
| Total                        | 186              | 56               | 47               | 83               | 194              | 275              | -81              | 215              |                  |

## Récords del APOEL
- Mayor victoria en Primera División: 17–1 vs.  Aris Limassol (4 de junio de 1967) – 1966–67.

- Peor derrota en Primera División: 6–1 vs.  Nea Salamina (2 de mayo de 1998) – 1997–98.

- Mayor victoria en competiciones de la UEFA: 
- 6–0 vs.  Gjøvik-Lyn (8 de septiembre de 1963) – Recopa de Europa 1963-64, Ronda Preliminar (Ida).[6] 
- 6–0 vs.  HB Tórshavn (28 de agosto de 1997) – Recopa de Europa 1997-98, Ronda Clasificatoria (Vuelta).[7]

- Peor derrota en competiciones de la UEFA: 16–1 vs.  Sporting de Португальский клуб (13 de noviembre de 1963) – Recopa de Europa 1963-64, Primera Ronda (Ida)[8]

- Mayor racha invicta en Primera División: 34 – Desde el 18 de septiembre de 1946 hasta el 23 de noviembre de 1949.

- Mayor racha de victoria en Primera División: 16 – Desde el 21 de diciembre de 2008 hasta el 11 de abril de 2009.

- Más puntos en una temporada de Primera División:

3 puntos por victoria: 82, 2008–09 (Temporada completa) – 69, 2008–09 (Temporada regular)
2 puntos por victoria: 51, 1976–77
- Mayor cantidad de goles en una temporada de Primera División: 89 goles en 1966-67

- Mejor promedio de asistencia en una temporada de Primera División: 9.418 en 2010–11

- Mayor asistencia en un partido de Primera División en casa: 23.043 vs.  Omonia (7 de diciembre de 2002) – 2002–03

- Mayor asistencia en un partido de competiciones de la UEFA: 22.701 vs.  Olympique de Lyon (7 de marzo de 2012) – Liga de Campeones 2011-12 - Octavos de final (vuelta).

- Más apariciones en Primera División: 371 –  Yiannos Ioannou

- Más goles en Primera División: 191 –  Yiannos Ioannou

- Más apariciones en competiciones de la UEFA: 61 –  Constantinos Charalambides

- Más goles en competiciones de la UEFA: 9 –  Aílton José Almeida